# Tetartanus cribricollis
Tetartanus cribricollis là một loài bọ cánh cứng trong họ Cerambycidae.